# Van Canto
Van Canto est un groupe de power metal allemand, originaire de Bingen am Rhein, Rhénanie-Palatinat. Formé en 2006, les membres ont pour grande particularité de former un groupe de metal a cappella ; tous les membres du groupe sont des vocalistes, sauf le batteur.
Van Canto développera un mélange de heavy et power metal que le groupe appelle « a cappella epic power metal ». Seulement deux des cinq chanteurs jouent les chants, alors que les trois autres assurent les sons des guitares et basse. Leur but est d’avoir un son le plus proche possible des instruments originaux, à l’aide de leurs voix soutenues par des micros et des amplis,  avec uniquement quelques chansons dans lesquelles ils utilisent d'autres instruments que la batterie.
Le nom du groupe est composé de « canto » venant du latin « cantare » signifiant « je chante », et de « Van » n'ayant pas de signification particulière, mais complétant le nom du groupe.

## Biographie

### Débuts (2006–2007)
Dès sa formation en 2006, le groupe sort l'album A Storm to Come au label General Schallplatten. Il comprend sept chansons originales et deux reprises qui incluent Battery de Metallica, et Stora Rövardansen du film suédois Ronya, fille de brigand. Pour ce disque, le groupe tourne quelques clips, tels que The Mission, Battery, Rain.
En 2007, leur premier album est réédité par le label GUN Records. Le 30 septembre 2007, le batteur Bastian Emig remplace Dennis Stillinger, qui quitte le groupe. En décembre de la même année, le groupe signe chez la maison de disques Sony Music Entertainment. Ils sont aussi annoncés pour le Wacken Open Air de 2008, le plus grand festival de metal en Allemagne.

### DeHeroàBreak the Silence(2008–2012)

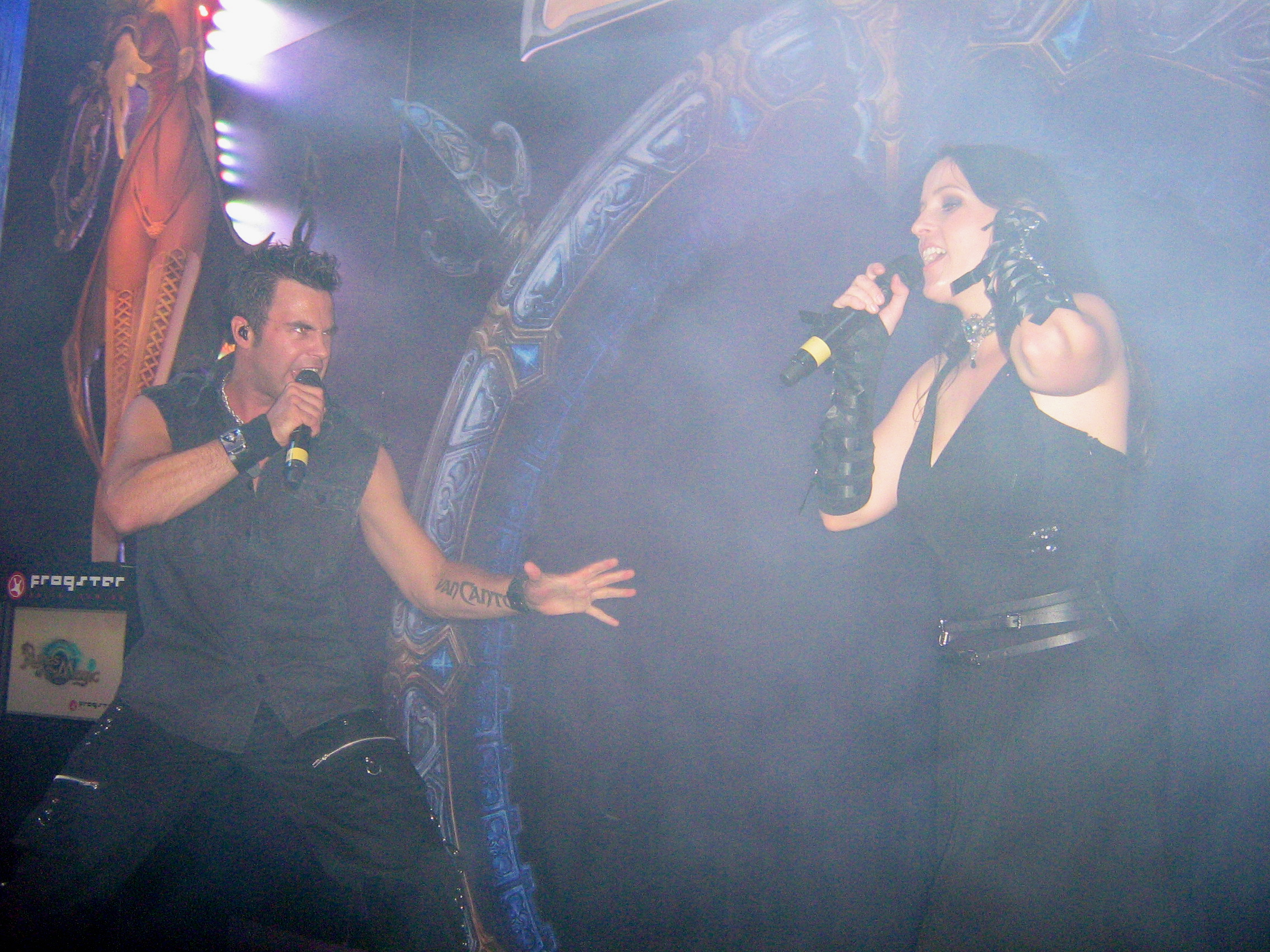
Sly et Inga sur scène en 2010.

En juillet 2008, une vidéo du groupe jouant une reprise de la chanson The Trooper d'Iron Maiden à l'Inferno de São Paulo, au Brésil, le 28 juin 2008, est postée. Le deuxième album du groupe, intitulé Hero, est publié le 26 septembre 2008, et produit par Charlie Bauerfeind. Van Canto exécute une tournée promotionnelle du 23 juin au 2 juillet 2008 en Afrique du Sud. Un grand concert a lieu au Brésil, patrie d'un des membres du groupe : Ingo Sterzinger. Peu après, ils rentrent en Allemagne pour participer au Wacken de 2008. Le single et le clip, Speed of Light est publié 8 août 2008. Inga Scharf obtient la récompense de la meilleure voix féminine de métal le 18 octobre 2009.
Au début de 2010, le groupe produit son troisième album, Tribe of Force, qui atteint la 23e place des classements allemands. Il est lui aussi réalisé par Charlie Bauerfeind et distribué par le label Napalm Records. Il comprend 13 chansons, dont deux reprises qui sont Master of Puppets de Metallica, et Rebellion de Grave Digger. Trois de ces chansons sont accompagnées d'autres artistes : Victor Smolski  de Rage apparait dans One to Ten ; Tony Kakko (de Sonata Arctica) apparait dans Hearted ; et Chris Boltendahl (de Grave Digger) apparait dans Rebellion. L'album atteint la 83e place des classements musicaux allemands. Van Canto est apparu dans l'album de Tarja Turunen What Lies Beneath (sur la chanson Anteroom of Death). Le 21 septembre, le groupe annonce qu'il est en train de créer un clip vidéo, nommé Magic Taborea, en référence au nom du monde de ce jeu pour le MMORPG Runes of Magic.
Van Canto participe en été 2011 au Rockstad:Falun-Festival avec Sabaton et au Wacken Open Air. Le 23 septembre 2011, l'album Break the Silence de Van Canto est mis en vente.

### Dawn of the BraveetVoices of Fire(2013-2016)
En 2013, Van Canto participe au festival Rock Harz. La même année, le nouveau groupe lancé par Stefan Schmidt, appelé Heavatar signe chez Napalm Records pour la sortie d'un premier album intitulé Opus I - All My Kingdoms pour lke 22 février 2014.
Le cinquième album du groupe, intitulé Dawn of the Brave, est publié le 7 février 2014. Il est composé de 13 chansons dont trois reprises incluant The Final Countdown d'Europe, Holding Out for a Hero de Bonnie Tyler, et Paranoid de Black Sabbath,. Le groupe reprend également Into the West de la bande-son officielle des films Le Seigneur des anneaux. Il atteint la 19e place des classements allemands, et la 60e place des classements autrichiens.
Le 11 mars 2016 sort leur sixième album, Voices of Fire, classé 27e en Allemagne. Dans le clip du premier single dévoilé (The Bardcall), John Rhys-Davies, l'acteur jouant Gimli dans Le Seigneur des Anneaux, fait une apparition. Cet album est accompagné d'un roman éponyme écrit par l'auteur de fantasy Christoph Hardebusch sur une idée du chanteur principal du groupe Philip Dennis "Sly" Schunke.

### Départ de Sly et nouvel album (depuis 2017)
Le 14 août 2017, Philip Dennis "Sly" Schunke annonce son départ du groupe et est remplacé par Hagen « Hagel » Hirschmann. Dans le même temps Ike marque son retour en tant que membre permanent du groupe. Leur septième album intitulé Trust in Rust paraît l'année suivante.

## Membres

### Membres actuels
- Ross Thompson – chant instrumental aigu (rakkatakka aigu) (depuis 2006)
- Inga Scharf – chant principal (depuis 2006)
- Stefan Schmidt – chant instrumental grave (rakkatakka grave), solo « de guitare » vocaux (depuis 2007)
- Ingo « Ike » Sterzinger – chant instrumental (dandan grave) (2006-2015, retour en 2017)
- Bastian Emig – batterie (depuis 2007)
- Jan Moritz – chant instrumental (dandan grave) (depuis 2015)
- Hagen « Hagel » Hirschmann - chant principal (depuis 2017)[13]

### Anciens membres
- Dennis Strillinger – batterie (2006-2007)
- Ingo « Ike » Sterzinger – chant (2006-2015, retour en 2017)
- Philip Dennis « Sly » Schunke – chant principal (2006-2017)